# Toumani Diabaté
Toumani Diabaté (Bamako, 1965. augusztus 10. – Bamako, 2024. július 19.) kétszeres Grammy-díjas mali korazenész. Griot családból
származik.

## Pályakép
Az ismert korajátékosok egyike. Apja, Sidiki Diabaté, 1970-ben vette fel az első koraalbumát. A családi hagyomány 70 zenészgenerációról beszél. Unokatestvére, Sona Jobarteh – az első korazenész nő. Öccse, Mamadou Sidiki Diabaté szintén jelentős korazenész.
1986-ban Londonban lemezre vette első lemezét („Kaira”). Ez volt a világon az első szóló koraalbum.
Toumani Diabaté a hagyományos mali zene mellett a flamenco, a blues, a dzsessz és más zenei műfajok művelője is.

## Albumai
- Ba Togoma (és Sidiki Diabaté, Sidiki Diabaté Sr., Mariama Kouyaté, Djeli Mady Sissoko, Kandia Kouayté) (1987)
- Kaira (1988)
- Songhai (és Ketama, Danny Thompson) (1988)
- Shake the Whole World (with the Symmetric Orchestra) (1992)
- Songhai 2 (és Ketama, Danny Thompson) (1994)
- The Rough Guide to West African Music (1995)
- Djelika (1995)
- New Ancient Strings (és Ballaké Sissoko) (1999)
- Kulanjan (és Taj Mahal) (1999)
- Unwired: Acoustic Music from Around the World (1999)
- Jarabi: the Best of Toumani Diabate (2001)
- Malicool (és Roswell Rudd) (2002)
- In the Heart of the Moon (és Ali Farka Touré) (2005)
- Boulevard de l'Indépendance (2006)
- The Mandé Variations (2008)
- Ali and Toumani (és Ali Farka Touré) (2010)
- AfroCubism (2010)
- A Curva da Cintura (és Arnaldo Antunes, Edgard Scandurra) (2011)
- Toumani & Sidiki (km.: Sidiki Diabaté Jr.) (2014)
- Lamomali (és M, Sidiki Diabaté) (2017)
- The Ripple Effect (km.: Béla Fleck) (2020)

## Dokumentumfilmek
- „Bamako is a Miracle” Alkotók: Maurice Engler, Arnaud Robert, Samuel Chalard (Afro Blue, Genf, 2003)
- „Toumani Diabaté – Koraklänge aus dem Land der Flusspferde” (Martina Pfaff; WDR, Köln, 2007)

## Díjak
- Grammy-díj (Best Traditional World Music Album; 2006)